# NGC 170
NGC 170 é uma galáxia elíptica (E-S0) localizada na direcção da constelação de Cetus. Possui uma declinação de +01° 53' 11" e uma ascensão recta de 0 horas, 36 minutos e 45,9 segundos.
A galáxia NGC 170 foi descoberta em 3 de Novembro de 1863 por Albert Marth.